# Communauté de communes du Pays du Craonnais
Die Communauté de communes du Pays du Craonnais ist ein ehemaliger französischer Gemeindeverband (Communauté de communes) im Département Mayenne und der Region Pays de la Loire. Er wurde am 1. Januar 1995 gegründet. 2015 fusionierte er mit der Communauté de communes de la Région de Cossé-le-Vivien und der Communauté de communes Saint-Aignan - Renazé und bildete den neuen Gemeindeverband Communauté de communes du Pays de Craon.

## Mitglieder
1. Athée
2. Ballots
3. Bouchamps-lès-Craon
4. Chérancé
5. Craon
6. Denazé
7. Livré-la-Touche
8. Mée
9. Niafles
10. Pommerieux
11. Saint-Quentin-les-Anges

## Quelle
- Le SPLAF - (Website zur Bevölkerung und Verwaltungsgrenzen in Frankreich (frz.))